# Constantin Popovici (teolog)
Constantin Popovici (n. 22 septembrie 1846, Cernăuți, Imperiul Austriac – d. 2 septembrie 1938, Cernăuți, România) a fost un teolog ortodox și profesor universitar la Universitatea „Franz Joseph” din Cernăuți.

## Viața
Popovici a urmat cursurile Institutului Teologic din Cernăuți, ulterior fiind trimis în 1870 la Viena pentru studii superioare. La școală a fost profesor supleant de religie în anul 1873/1874. Noua universitate din Cernăuți l-a numit pe 4 septembrie 1875 docent de drept canonic. În 1880 a primit titlul de profesor.
În anul universitar 1888/1889 a fost rector al universității. În discursul său de rectorat din 4 octombrie 1888 și-a prezentat poziția privind dreptul bisericii în teologie și drept. Pregătit la Viena, a reprezentat, de asemenea, catedra de teologie practică în anul în care a activat ca rector și în 1890/1891. S-a dedicat studierii surselor și legii bisericești ortodoxe, în mod special cele din Bucovina.

## Publicații
- Fântânele (izvoarele) și codicii Dreptului bisericesc ortodox cu un apendice. care conține învățătura celor 12  apostoli, tradusă în textul original grecesc. Cernăuți, 1886
- Canoanele apostolice, cu un adaos la deslegarea întrebării despre originea lor. Cernăuți, 1896
- Capitolul al șaptelea al literii P din Sintagma alfabetică a lui Matei Vlastare: Despre Sfintele Paști sau despre computul pascal. Cernăuți, 1900